# Emmenosperma micropetalum
Emmenosperma micropetalum är en brakvedsväxtart som först beskrevs av Albert Charles Smith, och fick sitt nu gällande namn av M.C Johnston. Emmenosperma micropetalum ingår i släktet Emmenosperma och familjen brakvedsväxter. Inga underarter finns listade i Catalogue of Life.